# Harbiye
Harbiye (en griego antiguo: Δάφνη, romanizado: Dàphne; en árabe: دفنه‎ o Harbiyat, حربيات) es un barrio del municipio y distrito de Defne, provincia de Hatay, Turquía. Su población es de 27.057 habitantes (2022). Antes de la reorganización de 2013, era una ciudad (belde). También en 2013, pasó del antiguo distrito central de Hatay al nuevo distrito de Defne.

## Geografía
El centro de Harbiye está a unos 7 kilómetros (4 mi) al sur de Antioquía, el centro administrativo de la provincia de Hatay. Está situado en el valle de Asi (antes conocido como Orontes) con una altitud media de 240 metros (262,5 yd).

## Historia
Dàphne (Δάφνη en griego) fue una ciudad portuaria turística durante el Imperio seléucida, famosa por sus cascadas, laureles de dafne y edificios residenciales. Sin embargo, también era famosa por los terremotos; muchos edificios antiguos fueron demolidos durante grandes terremotos. Bajo el Imperio romano, se construyeron acueductos para conectar los manantiales locales con la ciudad de Antioquía del Orontes y había varias villas en Dafne.
Después de la primera guerra judeo-romana, el romano Vespasiano se apoderó de un terreno donde anteriormente había una sinagoga y, utilizando fondos tomados de la población judía local, construyó un teatro en su lugar. Vespasiano anunció esto colocando una placa conmemorativa en el lugar, lo que el historiador israelí Hayim Hillel Ben-Sasson calificó como "un insulto a la injuria".
Durante muchos siglos, muchas comunidades monásticas de diferentes etnias se establecieron en la región alrededor de Antioquía del Orontes como por ejemplo en Dafne. El monasterio de Kastana, dedicado a la Theotokos, estaba cerca de los manantiales de Kastalia en Dafne. Ephrem Mtsire, un famoso monje (proveniente de los pueblos georgianos) del siglo XI, teólogo y traductor de literatura patrística, fue hegumen de este monasterio.

## Economía
La principal actividad económica de Harbiye es el turismo interno: hoteles, restaurantes, tiendas de recuerdos, etc. La ciudad está orgullosa de la mitología de Dafne. También existe una pequeña industria de la seda. Muchos residentes de Harbiye viajan diariamente al trabajo en Antakya.[cita requerida]